# Hippodrome de Montmartre

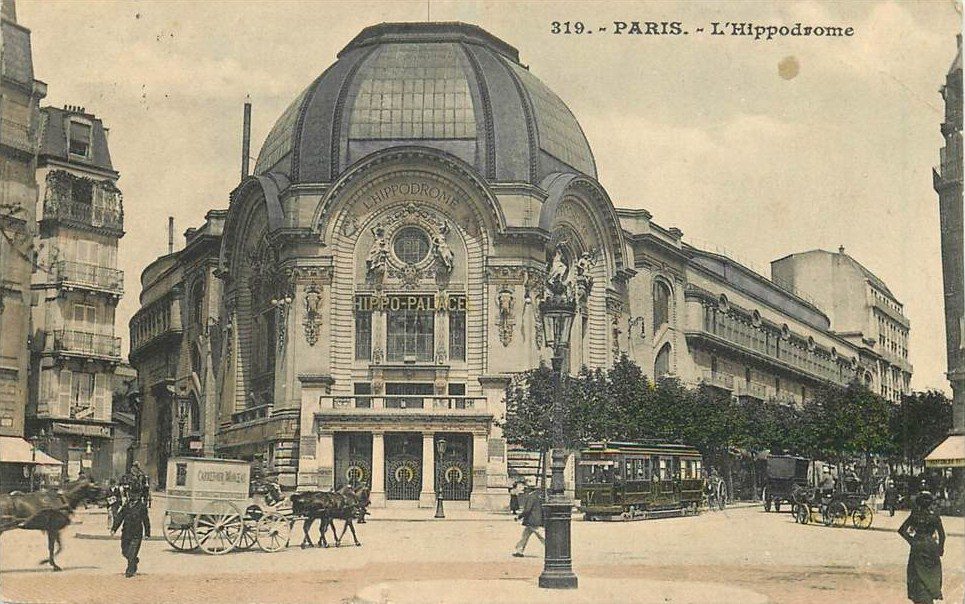
L'Hippodrome de Montmartre, avant sa transformation en cinéma en 1911.

L'Hippodrome de Montmartre, ou parfois de Clichy, est une vaste salle de spectacles construite à Paris, entre la place de Clichy et le cimetière de Montmartre, initialement pour l'Exposition universelle de 1900, puis pour prendre la suite de l'Hippodrome du Champ-de-Mars. Ce dernier avait lui même succédé en 1894 à l'Hippodrome au pont de l'Alma, autre vaste salle de spectacles qui avait été fermée deux ans plus tôt.

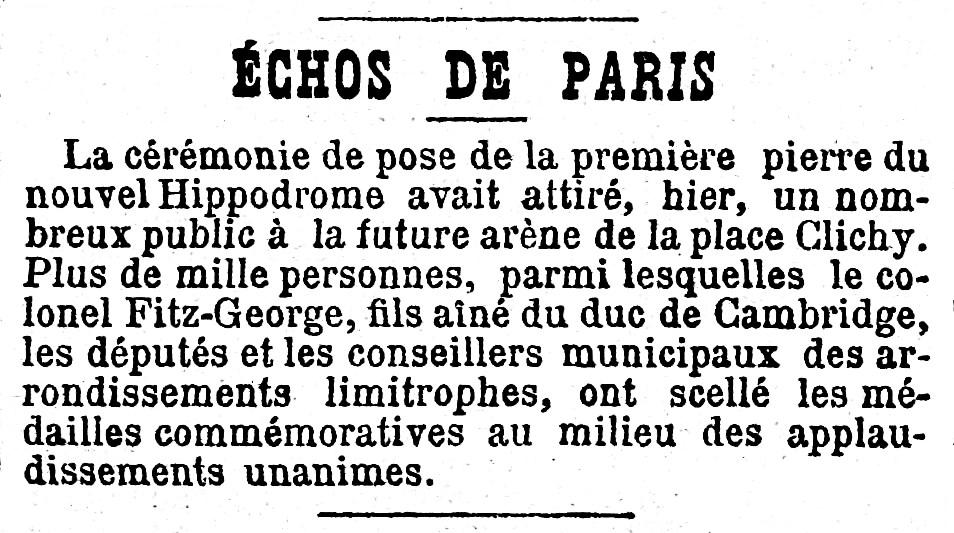
Le Gaulois du 17 janvier 1898 relate la pose de la première pierre de l’Hippodrome de Montmartre.

Transformé en cinéma en 1911, l'Hippodrome de Montmartre devint le Gaumont-Palace, le plus grand cinéma du monde. Rénové en 1931 et modifié, il fut doté d'une nouvelle façade de style Art déco. Il fut rasé en 1973 pour laisser la place à un magasin Castorama et à un hôtel Mercure.

## Histoire

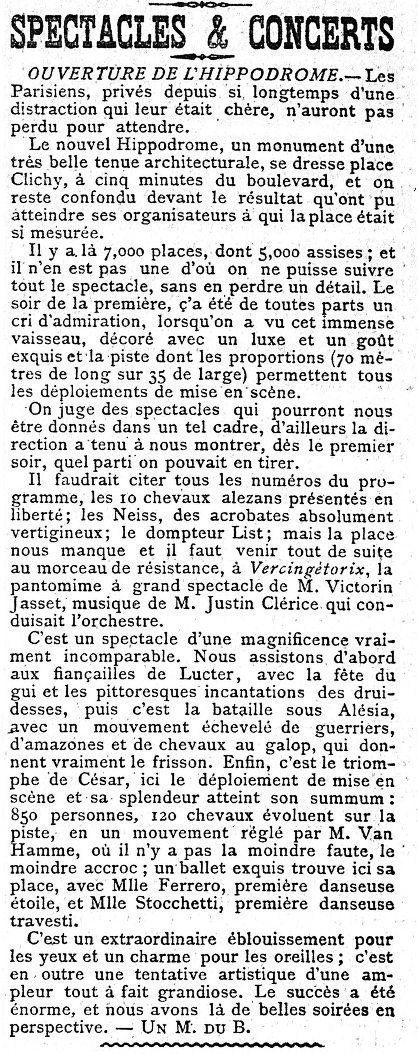
Le Figaro, 13 mai 1900.

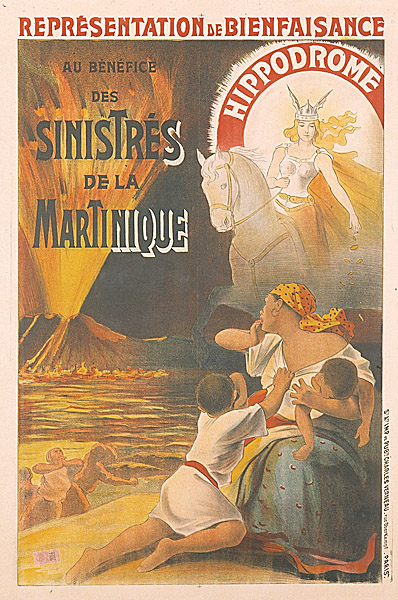
Affiche pour une représentation de bienfaisance à l'Hippodrome de Montmartre au profit des sinistrés de l'éruption de la montagne Pelée en 1902.

Construit sous la direction des architectes Cambon, Galeron et Duray, l'hippodrome de Montmartre s'étendait le long du boulevard de Clichy, à partir de l'angle de la rue Caulaincourt et de la rue Forest. Pour sa construction, les maisons villageoises du quartier sont rasées.
Ses promoteurs sont expérimentés: ils ont créé une société en commandite en 1856, puis inauguré le 9 juin 1877 l'Hippodrome au pont de l'Alma, appelé aussi simplement « l'Hippodrome », situé près de la Seine et du pont de l'Alma. C'est un immense bâtiment de pierre et de fer, capable d'accueillir 6000 spectateurs. Vingt colonnes de fontes supportent une toiture vitrée. Il accueille des courses de chars mais aussi des lions, des éléphants, des clowns et des grandes scènes historiques comme Néron, musique d’Édouard Lalo sur un texte de Paul Milliet, créée le 28 mars 1891.
En 1892, les propriétaires du terrain refusent de renouveler le bail, entraînant la suppression de l'Hippodrome au pont de l'Alma. Ses responsables ouvrent en 1894, sur des terrains en friche de l'Exposition universelle de 1889, près du Champ de Mars, l'Hippodrome du Champ-de-Mars. Mais six ans après, les préparatifs de l'Exposition universelle de 1900 vont l'obliger à déménager à nouveau, plus au nord, aux limites de Paris. 
Le dimanche 16 janvier 1898, a lieu devant plus de mille personnes la cérémonie solennelle de pose de la première pierre du futur Hippodrome conçu par les architectes Henri Cambon, Albert Galleron et Henri Duray a qui l'on doit justement les hippodromes du pont de l'Alma et celui du Champ de Mars,,. Et, au bout de plus de deux ans de travaux, le dimanche 13 mai 1900, l'Hippodrome de Montmartre est inauguré. Le Figaro fait un compte-rendu enthousiaste de la soirée. Après de multiples numéros, dont des chevaux, des acrobates, un dompteur, le clou du spectacle inaugural est Vercingétorix : une pantomime à grand spectacle de Victorin Jasset, musique de Justin Clérice, qui conduit l'orchestre. À la scène finale, le triomphe de César, participent 850 personnes et 120 chevaux, ainsi qu'une première danseuse étoile : Mlle Ferrero, et une première danseuse travestie, Mlle Stocchetti,.
Derrière une façade de style Beaux-Arts et sous un immense chapiteau métallique, le nouvel hippodrome compte 7 000 places, dont 5 000 assises. Elles ont toutes une bonne visibilité. La piste mesure 70 mètres de long sur 35 de large. Les spectateurs se répartissent sur cinq niveaux, tout autour de la piste. Jean Combaluzier livre un ascenseur qui, en un instant, permet d'enlever trois cents artistes et figurants de la scène. Le site est alimenté par la Société électrique du secteur de la place Clichy, qui est cotée en Bourse depuis 1892.
Édouard-Jean Niermans y aménage le « Grand Restaurant », dans le style art nouveau, tendance rococo, dont il décore aussi le Moulin Rouge. Le restaurant donne directement sur la piste et en fait le tour: 2000 spectateurs peuvent manger et se distraire en même temps.
Le bail est cette fois signé pour cinq ans et renouvelable pour une égale durée. Mais l'hippodrome de Montmartre est alors exploité par une société mal gérée qui fait faillite rapidement. Les exhibitions de cirque sont remplacées par
des matchs de football, des pantomimes et même un spectacle de combat naval dans un bassin. Le bâtiment est vendu un million de francs le jeudi 28 mai 1903, après une première mise en vente à 2,5 millions le 30 juillet 1902. L'acquéreur, l'américain Franck Bostock, y installe son cirque, dont la moitié du spectacle est consacré au domptage de fauves. Les éléphants se taillent aussi « la part du lion » et il fait venir à l'Hippodrome « tout un village Abyssin ».

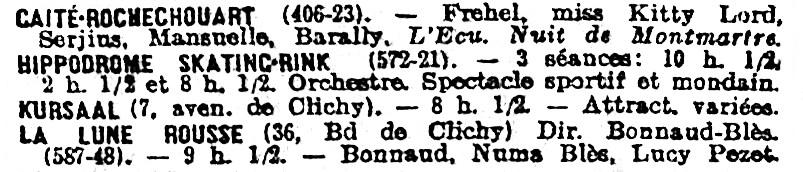
Le Matin, 3 octobre 1910.

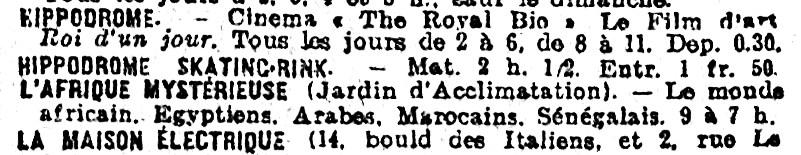
Le Matin, 26 septembre 1910.

Buffalo Bill y passe avec son Wild West Show lors de sa tournée en Europe de 1905, comme il était venu en 1889 à l'Hippodrome du pont de l'Alma. Mais en mars 1907, le bâtiment ferme ses portes. Franck Bostock cède la place en 1909 à la Compagnie des Cinéma-Halls, dissoute après avoir fait faillite puis à une compagnie anglaise la « Paris-Hippodrome-Skating-Rink Company » qui transforme le site en piste pour patins à roulettes tout en sous-louant, en sous-sol, une salle à « L'hippodrome, Cinématographic Théâtre ».
L'Hippodrome accueille ainsi, dès 1907, des projections de cinématographe, quatre ans avant que le site ne soit acheté par Léon Gaumont et transformé en cinéma géant (6000 places), le Gaumont Palace, inauguré le 30 septembre 1911. Il se proclame « le plus grand cinéma du monde ». En 1931, le bâtiment est modifié par l'architecte Henry Belloc qui le dote d'une façade de style Art déco. Entre 1961 et 1967, il est à nouveau transformé, sa capacité ramenée à 2400 places, pour permettre l'installation du procédé Cinérama. Vendu en 1973, le Gaumont Palace est démoli. Le terrain est racheté en 1975 par Christian Dubois, qui a fondé en 1969, près de Lille, Central Castor, premier grand magasin de bricolage, puis créé en juillet 1971 la marque Castorama.
L'écrivain Louis-Ferdinand Céline, né en 1894, a évoqué dans D'un château l'autre (1957) quelques-uns des spectacles de l'Hippodrome (ainsi une reconstitution de la prise de Pékin).

## Articles liés
- Hippodrome au pont de l'Alma
- Hippodrome (spectacles parisiens)
- Arènes nationales
- Gaumont-Palace